# Ulrike Meyfarth
Ulrike Nasse-Meyfarth (Frankfurt am Main, 4 de maio de 1956) é uma ex-atleta alemã que se sagrou campeã olímpica de salto em altura, em representação da Alemanha Ocidental, em 1972 e em 1984.
Foi a mais jovem campeã olímpica de salto em altura quando, com apenas dezasseis anos de idade, venceu a competição dos Jogos Olímpicos de Munique em 1972.